# Мадагаскар на Олимпийских играх
Мадагаскар принимал участие в 11 летних Олимпийских играх. Дебютировал на летних Олимпийских играх в Токио. С тех пор участвовал практически во всех летних Играх, кроме Игр в Монреале и в Сеуле. В зимних Олимпийских играх Мадагаскар участвовал три раза — в 2006 году в Турине, в 2018 году в Пхёнчхане и в 2022 году в Пекине. Спортсмены Мадагаскара никогда не завоёвывали олимпийских медалей.

## См.также
- Список знаменосцев Мадагаскара на Олимпийских играх
- Мадагаскар на Паралимпийских играх
- Мадагаскар на Универсиадах
- Мадагаскар на юношеских Олимпийских играх
- Мадагаскар на Африканских играх